# 탄소-13

탄소-13(13C)은 탄소 동위 원소의 일종으로, 자연에 존재하는 탄소의 안정 동위 원소 2개 중 하나이다. 원자핵 안에 양성자 6개와 중성자 7개가 포함되어 있다. 지구에서는 전체 탄소의 약 1.1%를 차지한다. 붕소-13, 붕소-14, 붕소-15, 붕소-17, 질소-13, 질소-17의 방사성 붕괴 과정에서 생성된다.

## 이용

### 핵자기공명
탄소-13은 유기 화합물의 구조를 알아내는데 사용하는 핵자기 공명(NMR) 실험에 사용된다.

## 같이 보기
- 탄소 동위 원소
- 탄소-12
- 탄소-14
- 핵자기 공명

| 가벼운 핵종 탄소-12 | 탄소의 동위 원소 | 무거운 핵종 탄소-14 |

| 어미핵종: 붕소-13, 붕소-14 붕소-15, 붕소-17 질소-13, 질소-17 | 탄소-13의 붕괴 사슬 | 없음 |